# Darius Heid
Darius Heid (* 1999 in Aachen) ist ein deutscher Pianist und Komponist des Modern Creative.

## Leben und Wirken
Seinen ersten Klavierunterricht erhielt Heid im Alter von fünf Jahren. In seiner Kindheit sang er bei den Aachener Domsingknaben und komponierte seine ersten Stücke. Mit elf Jahren folgten Klavier- und Improvisationsunterricht bei Gregor Josephs, sowie Schlagzeug und Theorie-Unterricht in Aachen. 2015–2017 studierte er als Jungstudent bei Jürgen Friedrich an der Hochschule für Musik und Tanz Köln, wo er nun sein Studium mit Hauptfach Jazz-Klavier bei Prof. Hubert Nuss, Prof. Paulo Álvares und Frank Gratkowski fortführt.
2016–2017 war er Mitglied des LandesjugendJazzOrchester Hessen. Mit Ferdinand Schwarz bildet er seit 2015 ein Duo, welches in Koproduktion mit dem Deutschlandfunk ihr erstes Album Helligkeit bei floatmusic veröffentlichte. Es folgte das Ambient-Album Helligkeit Reworks. Außerdem arbeitet er zusammen mit den internationalen Improvisationskünstlern Thea Soti und Anthony Greminger im Trio greminger/heid/soti. Mit seinem Quartett Klon in der ungewöhnlichen Besetzung von zwei Kontrabässen und zwei Klavieren legte er das Album Mind The Gap vor. Er ist Teil der Band Bokoya, welche Einflüsse aus Hiphop und artverwandten Stilen bezieht. Hier bedient Heid vornehmlich Synthesizer und andere elektronische Keyboards. Seit dem Jahre 2020 ist er Teil des Neue-Musik-Ensembles Aroura No. π, welches sich der Aufführung zeitgenössischer Musik widmet. Im Jahr 2021 arbeitete er zusammen mit dem Studio Musikfabrik. Weiterhin bildet er ein Duo mit Victor Fox und gehört zum Daniel Oetz Salcines Quintett, zu Annamina Schneider’s Lyrida und Jonas Gerigk’s Okoton.
Konzertreisen führten ihn nach Südafrika, Kanada, Litauen, in die Niederlande und Dänemark.

## Preise und Auszeichnungen
Heid gewann zahlreiche Preise bei Jugend musiziert und Jugend jazzt. 2017 erhielt er den ersten Preis (Preis des DLF) beim bundesweiten Wettbewerb Jugend jazzt mit dem Ferdinand Schwarz/Darius Heid Duo. Das Duo erhielt zudem den Sonderförderpreis für besonders zeitgenössisches Wirken der UDJ. Zudem erhielt Heid einen ersten Preis bei Jugend komponiert NRW im selben Jahr.
Darius Heid ist Stipendiat der Studienstiftung des Deutschen Volkes.

## Diskographische Hinweise
- Ferdinand Schwarz / Darius Heid: Helligkeit (floatmusic, 2020, mit Ferdinand Schwarz)
- Ferdinand Schwarz / Darius Heid: Helligkeit Reworks (Bandcamp, 2020, mit Ferdinand Schwarz)
- Klon: Mind The Gap (Bandcamp, 2019, mit Simon Below, Lukas Keller, Joan Chavez)
- greminger/heid/soti: bucketland (Bandcamp, 2020, mit Thea Soti, Anthony Greminger)
- Bokoya: Remember Me & Tiger Crane Rework (Wadada Records, 2020, mit Ferdinand Schwarz, Lukas Wilmsmeyer, Leon Raum)
- Darius Heid / Wilbert de Joode / Kresten Osgood: With Black Arch (2024)